# Tanagura
Tanagura (棚倉町, Tanagura-machi) est un bourg japonais (町, machi ou -chō) situé dans la préfecture de Fukushima.
Sa population est estimée à 14 532 habitants au 1er juin 2013.
Il est surnommé «  la petite Kyōto d'Iwase  » pour ses points communs avec l'ancienne capitale du Japon. 